# St. Johannis (Mügeln)

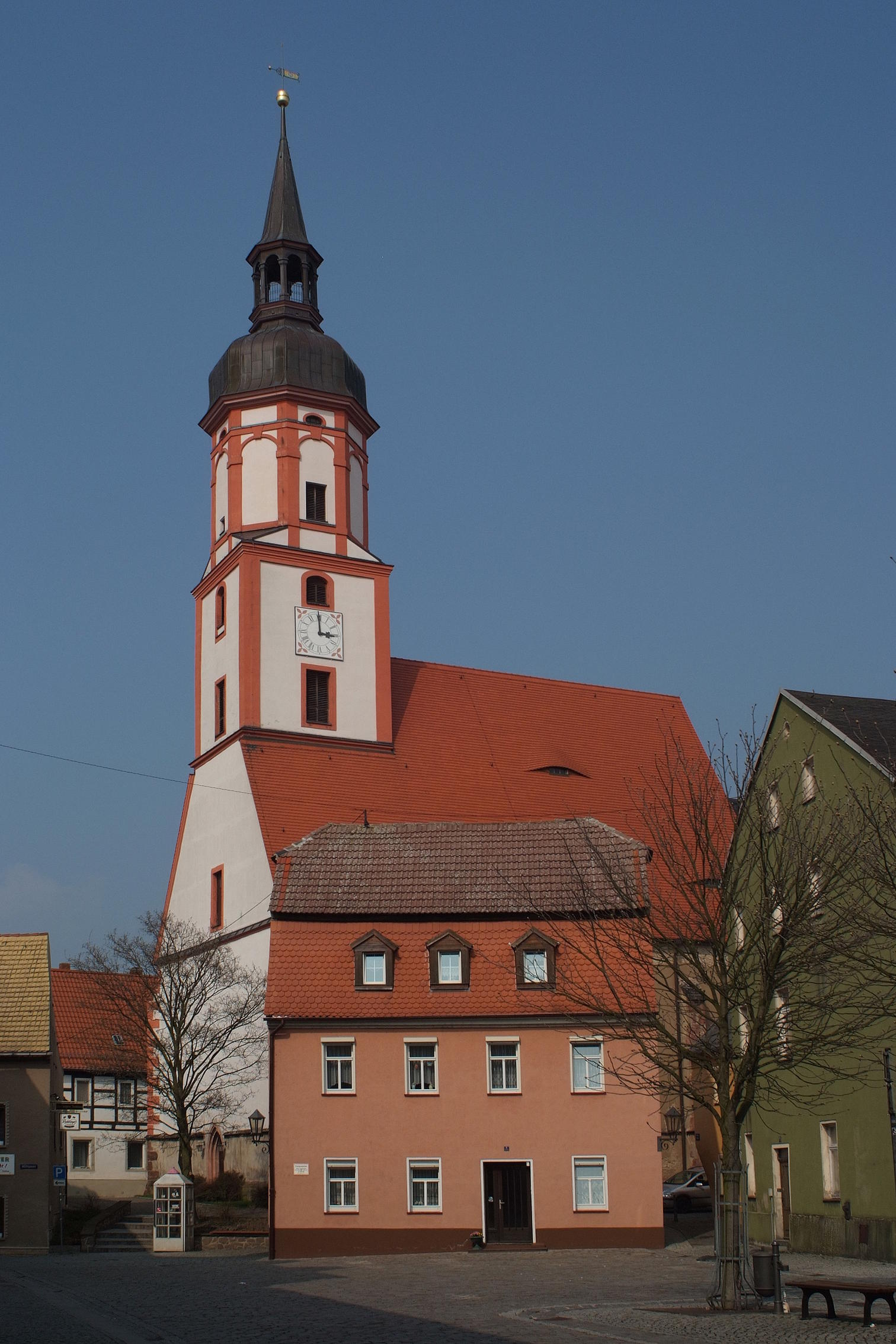
St. Johannis in Mügeln

Die evangelische Stadtkirche St. Johannis ist eine spätgotische Stadtkirche in der Stadt Mügeln im Landkreis Nordsachsen  in Sachsen. Sie gehört zur Evangelisch-Lutherischen Kirchgemeinde Oschatzer Land der Evangelisch-Lutherischen Landeskirche Sachsen und dominiert die Stadtsilhouette von Mügeln.

## Geschichte und Architektur

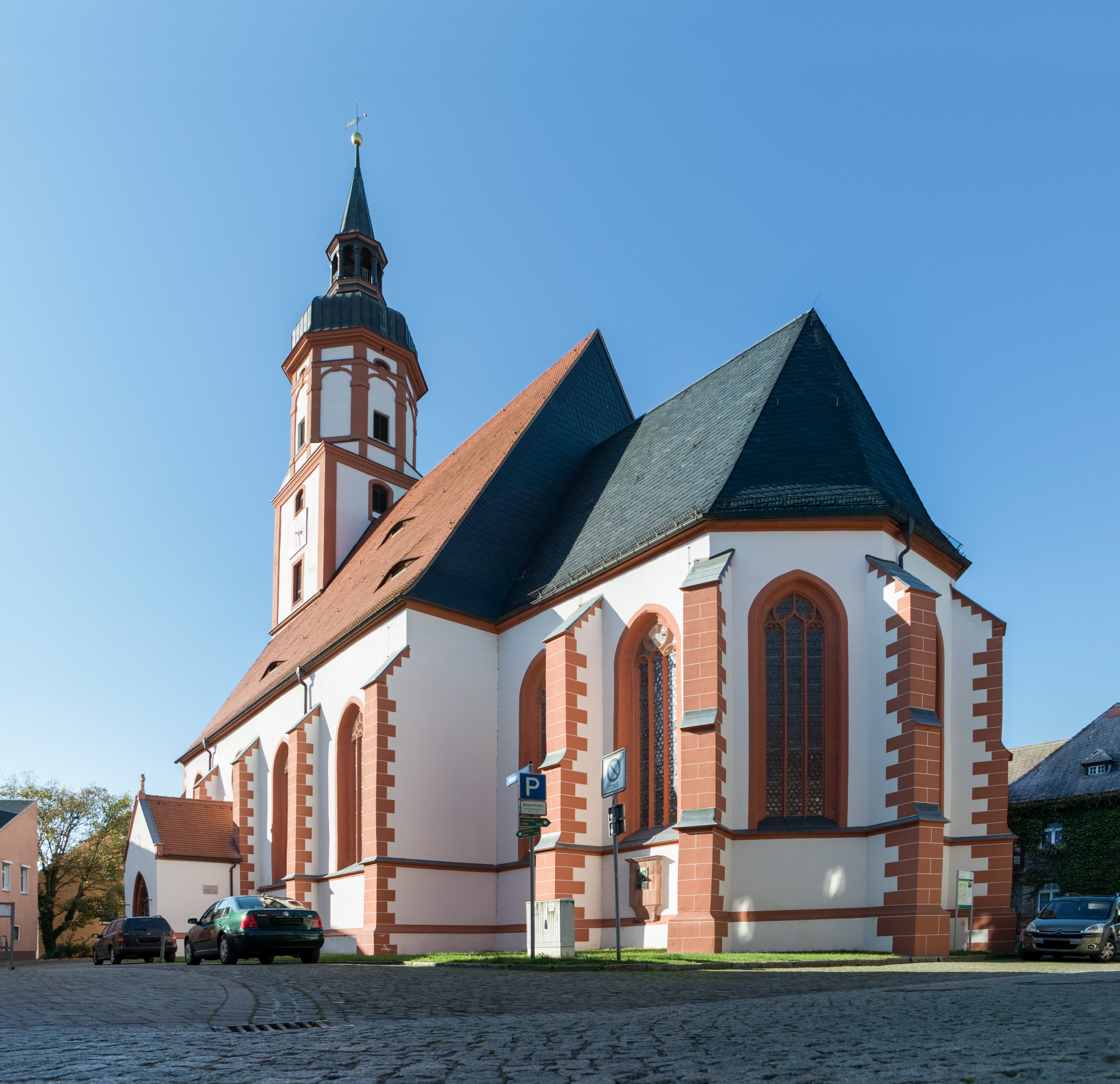
Ansicht von Südosten

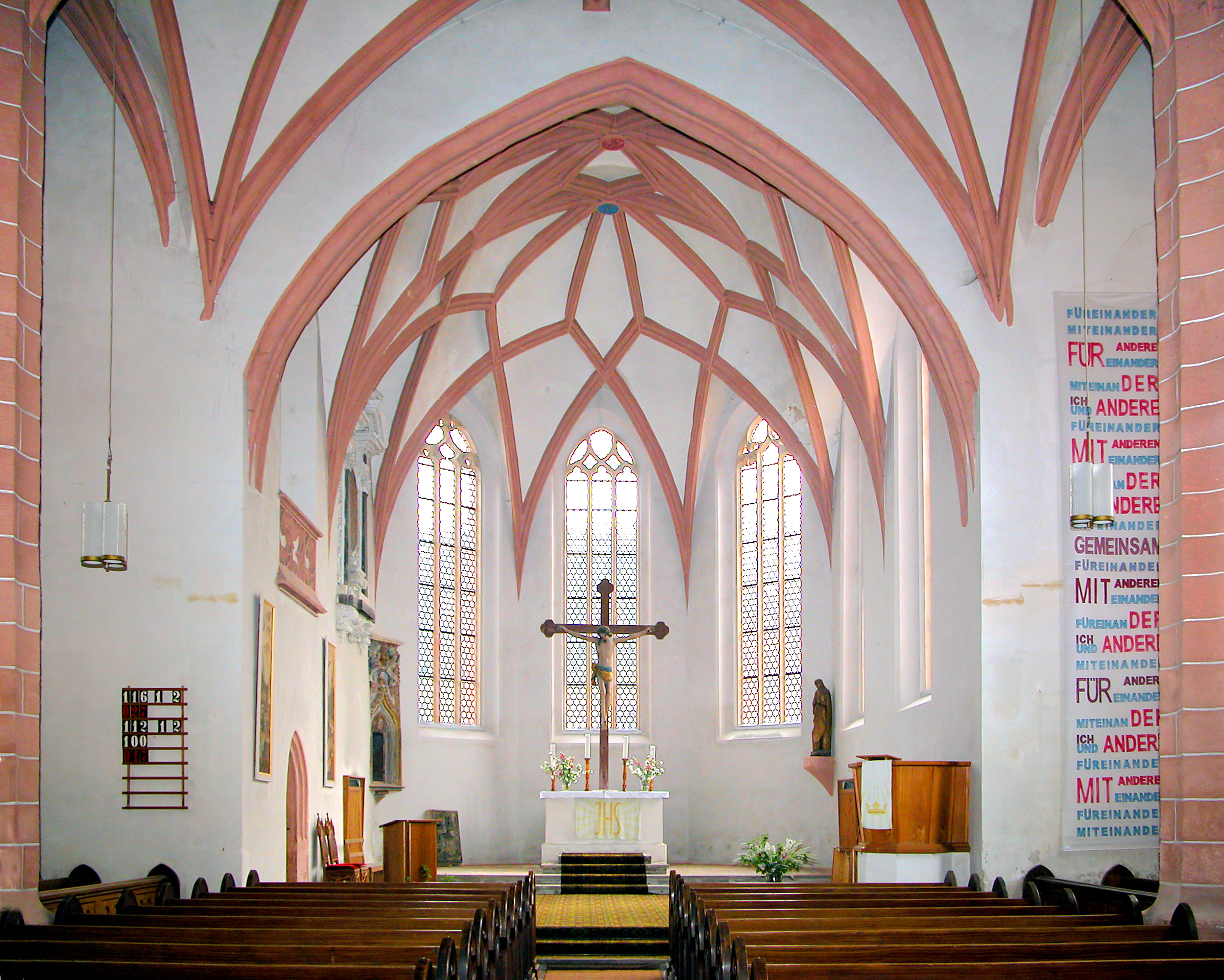
Blick zum Chor

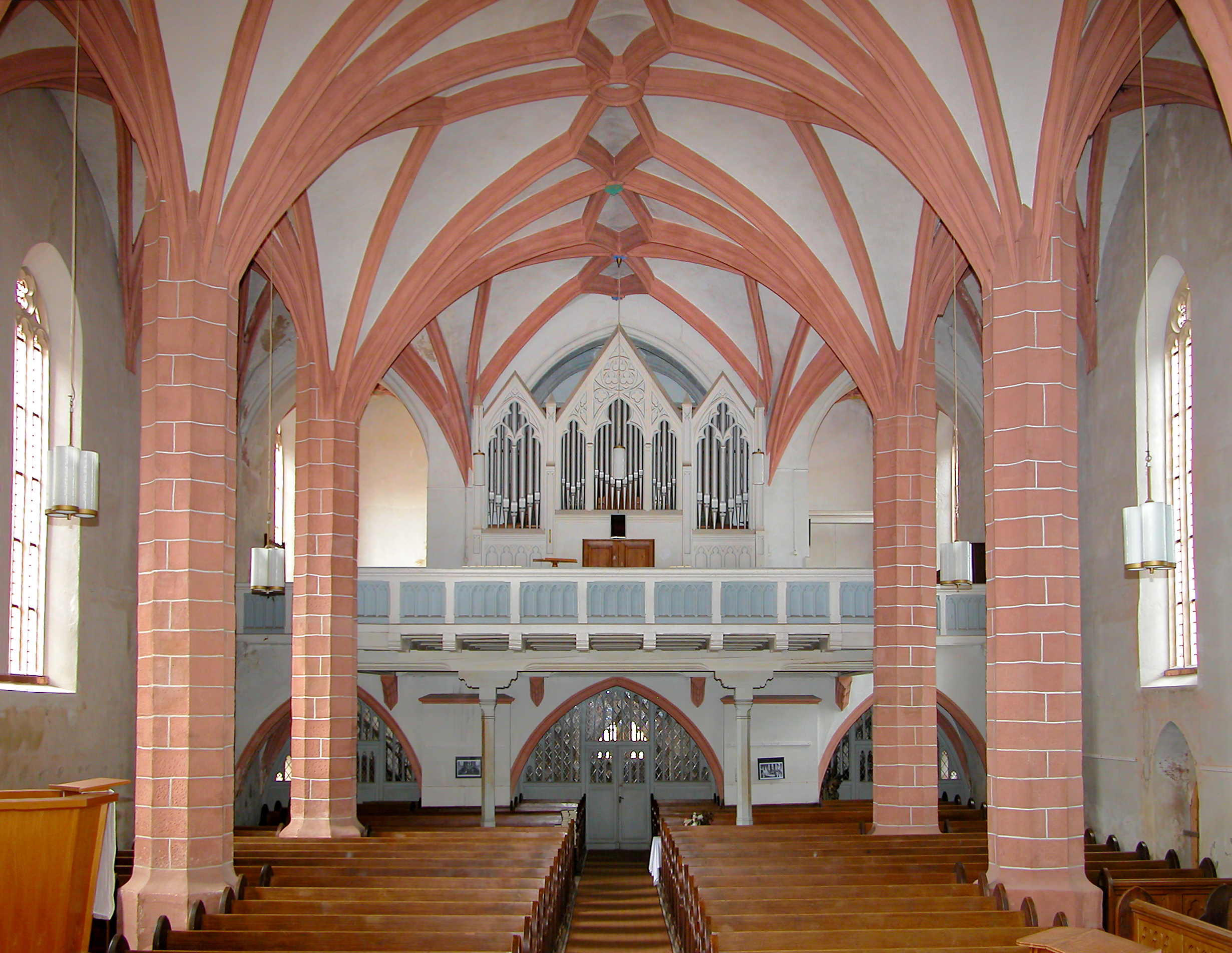
Blick zur Orgel

Die Stadtkirche St. Johannis in Mügeln wurde 1373 zum ersten Mal genannt. Über diesen mittelalterlichen Vorgängerbau ist jedoch nichts bekannt. Das heutige Bauwerk entstand nach den Inschriften in den Schlusssteinen um 1510 (Chor), 1516 (nördliches Seitenschiff) und 1521 (Mittelschiff). Es handelt sich um eine dreischiffige, dreijochige Hallenkirche aus verputztem Bruchsteinmauerwerk mit zweijochigem, eingezogenem Chor, der mit einem Fünfachtelschluss abgeschlossen ist. Sie gehört der spätesten Gotik an, ist jedoch wegen des weniger ambitionierten Bauauftrags stilistisch etwas konservativer orientiert als die anderen etwa gleichzeitigen obersächsischen Hallenkirchen.
Das Mittelschiff ist breiter als die Seitenschiffe. Dreiteilige Spitzbogenfenster mit spätgotischem Maßwerk erhellen das Innere. Alle Schiffe sind mit Sterngewölben abgeschlossen, die von polygonalen, schlanken Pfeilern getragen werden. Der Chor ähnelt dem des Doms in Wurzen und ist durch einen Triumphbogen vom Mittelschiff getrennt. An ihn schließen sich auf der Nordseite die Sakristei und die Annenkapelle an, während an die Südseite des Langhauses eine Vorhalle mit Sterngewölben angeschlossen ist.
Das Portal der Vorhalle von 1510 besitzt ein prachtvolles schmiedeeisernes Gitter aus dem Jahr 1648. Der im Grundriss quadratische Turm ist in die Kirche im Westen eingebaut und mit einem oktogonalen Aufsatz und einer geschweiften Haube mit Laterne abgeschlossen. Im Westen ist ebenfalls ein spätgotisches Portal mit Profildurchdringungen zu finden. Restaurierungen der Kirche wurden in den Jahren 1869 und 1965/66 sowie nach 1989 durchgeführt.

## Ausstattung
Eine prachtvolle Sakramentsnische aus der Bauzeit der Kirche mit farbiger Fassung zeigt im Tympanon einen Christuskopf, darüber Halbfiguren von  Propheten und Engeln und ist mit Kielbogen und Kreuzblumen geschmückt. Weiter sind zwei Altarflügel mit Gemälden von Matthias Krodel dem Älteren aus Schneeberg aus dem Jahr 1582 in der Nachfolge Lucas Cranachs hervorzuheben. Sie zeigen Christus im Garten Gethsemane und die Auferstehung. Hinter dem Altartisch befindet sich ein überlebensgroßes Kruzifix aus Holz, dessen Corpus vermutlich aus dem 17. Jahrhundert stammt; das Kreuz ist von 1961. Eine spätgotische Marienfigur mit Fassungsresten stammt aus einer Kreuzigungsgruppe aus der Zeit um 1510.
Eine Reihe von Grabdenkmälern und Epitaphien aus dem 16. und 17. Jahrhundert sind erhalten. Darunter sind das Epitaph Melchiors von Saalhausen († 1504) mit einer plastischen Reliefdarstellung des Gerüsteten in Lebensgröße und zwei Epitaphe derer von Wolframsdorf aus den Jahren 1691 und 1696 von Conrad Max Süßner zu nennen. Davon zeigt das eine eine mächtige Pilasterarchitektur mit Inschrifttafel und das andere eine lebensgroße Büste in weißem Marmor mit Inschrifttafel.
Ein Grabdenkmal für den Bischof von Meißen Johann IX. von Haugwitz († 1595) zeigt in einem Flachrelief in Lebensgröße den Verstorbenen in geistlichem Gewand, vermutlich mit Lutherbibel und einem großen Hut in den Händen. In einem weiteren Grabdenkmal ist der Diakon Georg Stein († 1612) als Brustbild mit Mütze und Buch im Relief über einer Kanzelbrüstung dargestellt.
Die Orgel ist ein Werk von Julius Jahn aus dem Jahr 1893 mit 14 Registern auf zwei Manualen und Pedal. Sie wurde für die damalige Königliche Heil- und Pflegeanstalt Untergöltzsch bei Rodewisch, jetzt Sächsisches Krankenhaus Rodewisch, Zentrum für Psychiatrie, Psychotherapie, Psychosomatik und Neurologie, gebaut. 1966 wurde die Orgel an die Kirche  St. Johannis in Mügeln verkauft. Die Firma Jehmlich Orgelbau Dresden hat das Instrument restauriert und neu aufgebaut.

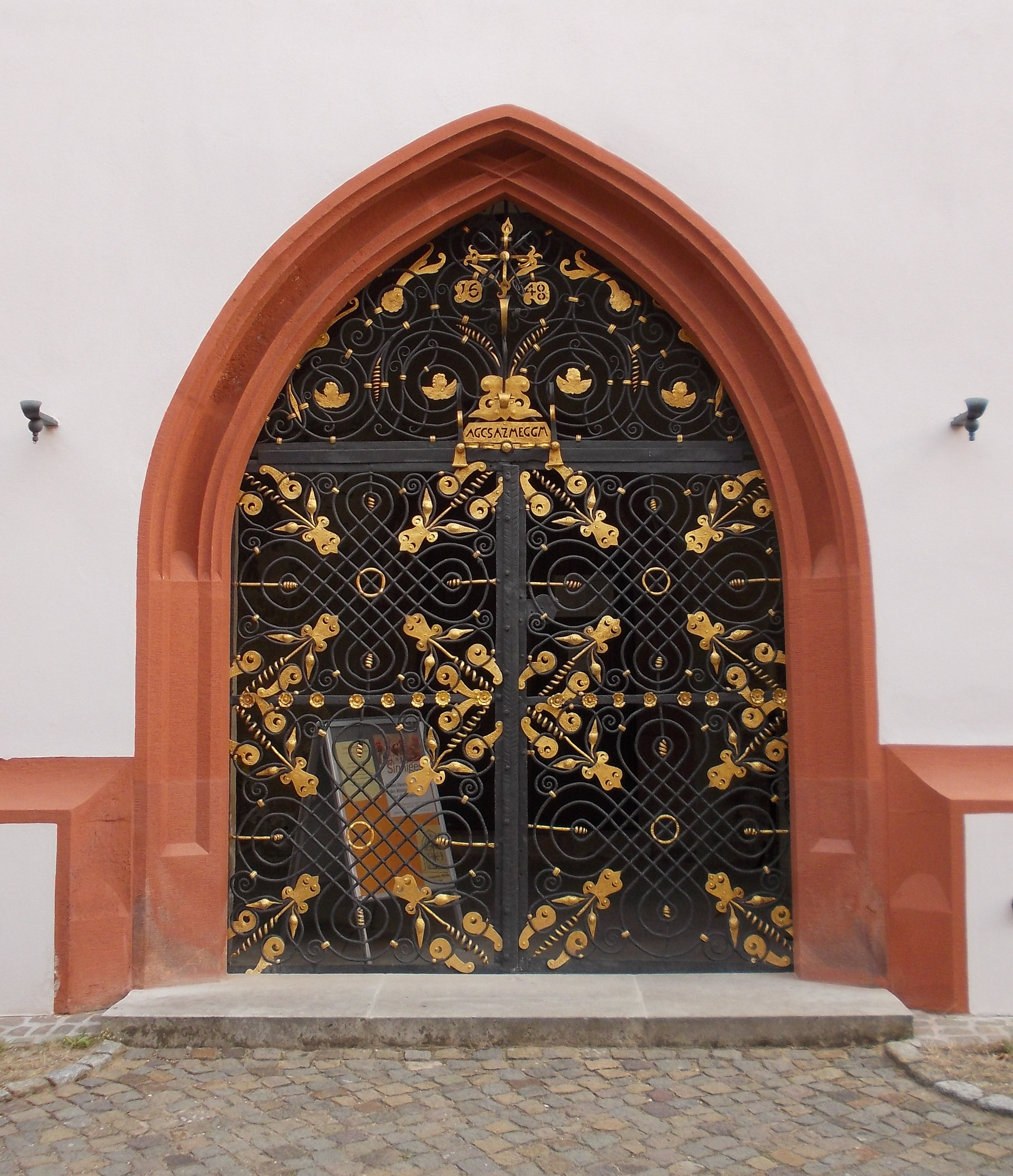
Gitter in der Vorhalle
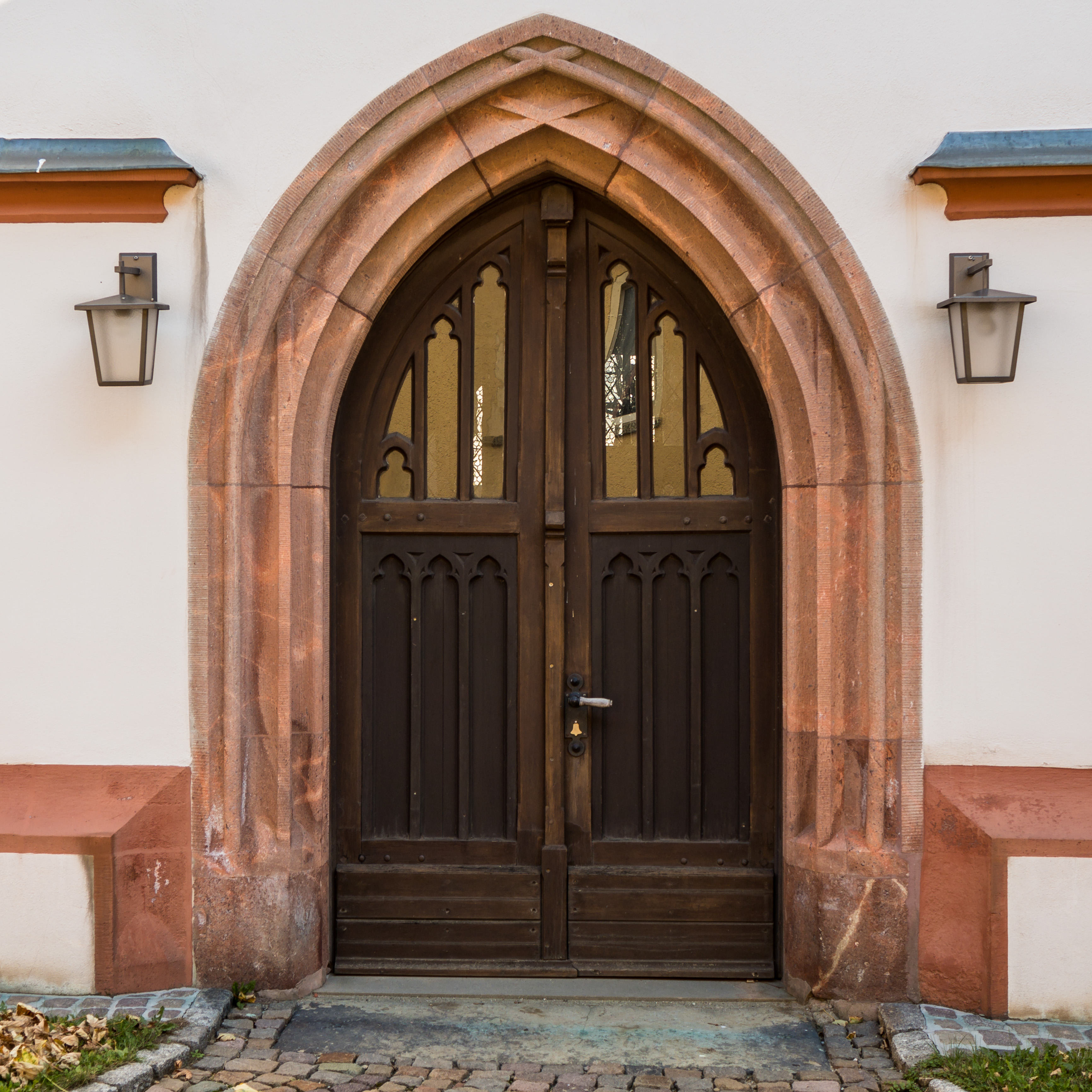
Westportal

## Geläut
Das Geläut besteht aus drei Bronzeglocken, der Glockenstuhl ist aus Stahl. die Glockenjoche aus Eichenholz.
Im Folgenden eine Datenübersicht des Geläutes:
| Nr. | Gussdatum | Gießer                        | Material | Durchmesser | Masse   | Schlagton |
| --- | --------- | ----------------------------- | -------- | ----------- | ------- | --------- |
| 1   | 1593      | Glockengießerei W. Hilliger   | Bronze   | 1317 mm     | 1300 kg | es′       |
| 2   | 1883      | Glockengießerei Hermann Große | Bronze   | 1013 mm     | 600 kg  | g′        |
| 3   | 1922      | Glockengießerei Bruno Pietzel | Bronze   | 798 mm      | 252 kg  | b′        |

Am 15. Dezember 1917 musste die große Glocke für Kriegszwecke (Erster Weltkrieg) ausgebaut und abgeliefert werden und am 22. Juni 1942 die kleine Glocke. Nachforschungen in der Glockensammelstelle in Hamburg waren erfolglos.